# Melleray (Sarthe)
Melleray település Franciaországban, Sarthe megyében. Lakosainak száma 446 fő (2022. január 1.). Melleray Gréez-sur-Roc, Chapelle-Guillaume, Le Plessis-Dorin, Vibraye, Champrond, Montmirail és Couëtron-au-Perche községekkel határos.

## Népesség
A település népességének változása:
| Lakosok száma | 461  | 451  | 448  | 432  | 431  | 430  | 429  | 437  | 446  |
|               | 2013 | 2015 | 2016 | 2017 | 2018 | 2019 | 2020 | 2021 | 2022 |